# Il tempo è una bugia
Il tempo è una bugia è un singolo del gruppo musicale italiano Fast Animals and Slow Kids in collaborazione con Luciano Ligabue, pubblicato il 16 settembre 2022.

## Tracce
Testi e musiche di Aimone Romizi, Alessandro Guercini, Jacopo Gigliotti, Alessio Mingoli, Luciano Ligabue.
1. Il tempo è una bugia (feat. Ligabue) – 3:59

## Formazione
Fast Animals and Slow Kids
- Aimone Romizi – voce
- Alessandro Guercini – chitarra
- Jacopo Gigliotti – basso
- Alessio Mingoli – batteria, seconda voce

Ospiti
- Luciano Ligabue – voce

## Classifiche
| Classifica (2022)     | Posizione massima |
| --------------------- | ----------------- |
| Italia (indipendenti) | 2                 |